# Mycodiplosis cylindrica
Mycodiplosis cylindrica är en tvåvingeart som beskrevs av Gagne 1987. Mycodiplosis cylindrica ingår i släktet Mycodiplosis och familjen gallmyggor. Inga underarter finns listade i Catalogue of Life.